# Desa Alun-alun
Desa Alun-alun är en administrativ by i Indonesien.   Den ligger i provinsen Jawa Timur, i den västra delen av landet, 700 km öster om huvudstaden Jakarta. Desa Alun-alun ligger vid sjön Ranu Air.